# Рајли Рид
Ешли Метјуз (енгл. Ashley Mathews; 9. јул 1991), познатија као Рајли Рид (енгл. Riley Reid), америчка је порнографска глумица. Каријеру је почела 2010. године са именом Пејџ Рајли (енгл. Paige Riley).

## Награде
Награде AVN
- Најбоља сцена секса момка и девојке (2014)[4]
- Најбоља сцена секса две девојке (2014)
- Најбоља тројка (2014)
- Најбоља сцена аналног секса (2016)[5]
- Најбоља сцена секса са дуплом пенетрацијом (2016)
- Најбоља сцена секса две девојке (2016)
- Женски извођач године (2016)
- Омиљени женски извођач (2016) (награда обожавалаца)
- Звезда друштвених мрежа (2016) (награда обожавалаца)
- Најбоља сцена секса две девојке (2017)[6]
- Омиљени женски извођач (2017) (награда обожавалаца)
- Звезда друштвених мрежа (2017) (награда обожавалаца)
- Најбоља тројка (2018)[7]
- Звезда друштвених мрежа (2018) (награда обожавалаца)
- Звезда друштвених мрежа (2019) (награда обожавалаца)[8]
- Најбоља сцена секса са дуплом пенетрацијом (2020)[9]
- Најбоља сцена групног секса девојака (2020)
- Најбоља сцена групног секса девојака (2021)[10]